# Alejandro Madrigal
José Alejandro Madrigal Fernández (México, D. F., 4 de noviembre de 1953-) es un doctor en Medicina mexicano especialista en trasplantes hematológicos y trasplantes de médula ósea de donantes no relacionados. Ha sido el primer Director Científico del centro especializado en cáncer de sangre Instituto de Investigación de la Fundación Anthony Nolan (The Anthony Nolan Trust) en Londres, Reino Unido. Es  Cátedratico y Consultante de Hematología del Hospital Royal Free Hampstead NHS Trust de la Universidad College Londres. De 2010 al 2014 fue Presidente del European Group for Blood and Marrow Transplantation (EBMT).

## Datos biográficos, académicos y profesionales
Alejandro Madrigal nació el 4 de noviembre de 1953 en México, fue el segundo de 4 hijos. El bisabuelo de Alejandro, natural de la isla de La Palma, Canarias en España, emigró a México al dejar de venderse la cochinilla como tinte natural -aunque originario de América tuvo una gran producción en las Islas Canarias hasta la aparición de los tintes sintéticios-.
Madrigal estudió medicina en la Universidad Nacional Autónoma de México. En 1983 consiguió una beca de la Organización Mundial de la Salud para la Universidad de Harvard en el laboratorio del profesor Edmundo Yunis, especialista en inmunología y cáncer. En el año 1985 obtuvo una beca de la institución británica Imperial Cancer Research para llevar a cabo estudios doctorales en genética molecular en la Universidad de Londres y en la Universidad de Oxford, y de 1989 a 1993 realizó estudios posdoctorales en la Universidad de Stanford.

### Anthony Nolan Trust
Alejandro Madrigal en 1993, se le nombró el primer director y fundador del  prestigioso Instituto Anthony Nolan (ANRI) de Londres -cuyo origen como registro de donantes se remonta a 1974-. El centro está especializado en trasplantes hematológicos y trasplantes de médula ósea. La Fundación Anthony Nolan es el primer registro internacional de donantes de médula ósea establecido en el mundo para el tratamiento de leucemia y otros tipos de cáncer. El centro tiene registrados cerca de un millón de donantes voluntarios de todo el mundo.

### Trasplante de médula ósea
Cuando se requiere un donante de médula ósea se recurre siempre y en primer lugar a los hermanos del paciente, ya que son los únicos que pueden tener la característica genética de igualdad -aunque las posibilidades de encontrar un donante relacionado son de un 25%-. Cuando los hermanos no son compatibles se debe buscar un donante no relacionado que sea compatible. Los registros cuentan con cerca de 40 millones de potenciales donantes en todo el mundo.

#### Estudios de Inmunoterapia contra células cancerosas
Alejandro Madrigal es coordinador del programa "AlloStem", financiado por la Unión Europea, dedicado a los estudios de inmunoterapia contra las células cancerosas.

#### Células madre hematopoyéticas para la leucemia
Madrigal considera que la leucemia -cáncer de sangre- no afecta a células secundarias sino a las células madres hematopoyéticas que son las que funcionan mal en los pacientes enfermos. Los trasplantes de estas células son de células madre por lo que se debe trabajar y mejorar las técnicas de trasplante y comenzar el cultivo in vitro para que sea posible la curación real de los pacientes ya que actualmente solamente se encuentran donantes para la mitad de los pacientes en busca de trasplantes.

## Publicaciones
Pueden verse algunas de las más de 200 publicaciones de Antonio Madrigal en los siguientes enlaces:
- Publicaciones de A. Madrigal en Anthony Nolan (enlace roto disponible en Internet Archive; véase el historial, la primera versión y la última).

## Premios y honores
En junio de 2022, fue condecorado por la reina Isabel II como Oficial de la Orden del Imperio Británico «por sus servicios en hematología, trasplante de células madre e investigación para el cáncer».
- 2007 - Reconocimiento Ohtli, Ministerio de Relaciones Exteriores de México.
- 2009 - Doctor honoris causa por la Universidad de Nottingham en el Reino Unido.
- 2009 - Doctor honoris causa por la Universidad de Odessa, Ucrania.
- 2017 - Doctor honoris causa por la Universidad de Guadalajara, México.
- Miembro correspondiente de la Academia Mexicana de Ciencias (AMC).
- Miembro Honorario de la Academia Nacional de Medicina (ANdM).
- Miembro Honorario de la Academia Mexicana de Cirugía (AMdC).
- Académico Correspondiente Extranjero Real Academia Nacional de Medicina. España.
- Fellow of the Academy of Medical Science, FMSc. (AMSc), UK.
- Fellow of the Royal College of Physicians, London, FRCP (RCP), UK.
- Fellow of the Royal College of Phatologists, Lodon FRCPath (RCPath), UK
- Pro-Provost for the Americas, University College London (2011-2014).
- Leukemia Society of America Fellowship 1990-1993 (USA).
- Deans' Fellowship, Stanford University 1989-1990 (USA).
- Gold Award, United Kingdom Department of Health,  2016-2021 (UK).
- Goodwill Ambassador, La Palma World Biosphere Reserve, España.
- Honorary Membership, European Society for Blood and Marrow Transplantation, EBMT, 2021.
- Long Service Award, British Society for Blood  and Marrow Transplantation and Cell Therapy BSBMTCT, 2021.
- Premio EBMT Stockton.
- Premio ASHI International Scholarship.
- Premio Van Bekkum.
- 2023 - Doctor honoris causa por la Universidad de Tartu